# Moissieu-sur-Dolon
Moissieu-sur-Dolon – miejscowość i gmina we Francji, w regionie Owernia-Rodan-Alpy, w departamencie Isère.
Według danych na rok 1990 gminę zamieszkiwało 481 osób, a gęstość zaludnienia wynosiła 33 osób/km² (wśród 2880 gmin regionu Rodan-Alpy Moissieu-sur-Dolon plasuje się na 1161. miejscu pod względem liczby ludności, natomiast pod względem powierzchni na miejscu 800.).